# Municipio de Belmont (condado de Douglas)
El municipio de Belmont (en inglés: Belmont Township) es un municipio ubicado en el condado de Douglas en el estado estadounidense de Dakota del Sur. En el año 2010 tenía una población de 67 habitantes y una densidad poblacional de 0,76 personas por km².

## Geografía
El municipio de Belmont se encuentra ubicado en las coordenadas 43°18′17″N 98°9′35″O / 43.30472, -98.15972. Según la Oficina del Censo de los Estados Unidos, el municipio tiene una superficie total de 88.69 km², de la cual 88,64 km² corresponden a tierra firme y (0,06 %) 0,06 km² es agua.

## Demografía
Según el censo de 2010, había 67 personas residiendo en el municipio de Belmont. La densidad de población era de 0,76 hab./km². De los 67 habitantes, el municipio de Belmont estaba compuesto por el 92,54 % blancos, el 1,49 % eran amerindios, el 5,97 % eran de otras razas. Del total de la población el 5,97 % eran hispanos o latinos de cualquier raza.